# Pantopipetta australis
Pantopipetta australis – gatunek kikutnic z rodziny Austrodecidae.
Gatunek ten opisany został w 1914 roku przez Thomasa Vere'a Hodgsona jako Pipetta australis.
Kikutnica ta cechuje się ośmioczłonowymi nogogłaszczkami, których propodus ponad czterokrotnie przekracza długością stopę. Pierwsze biodra odnóży krocznych oraz wyrostki boczne są gładkie, pozbawione guzków czy kolców. Odwłok sięga końca drugich bioder czwartej pary odnóży.
Okazy tego gatunku spotykane były na głębokości 3725 i 2450 metrów.